# The Trouble with Normal
The Trouble with Normal: Sex, Politics, and the Ethics of Queer Life (El problema de lo normal: sexo, política y ética de la vida queer) es un libro de Michael Warner, en el que el autor analiza el papel del matrimonio entre personas del mismo sexo como un objetivo de los activistas de los derechos LGBT. Publicado por primera vez en 1999 por The Free Press, una impresión de Simon & Schuster, una reedición del año 2000 en edición de bolsillo fue realizada por la Harvard University Press.  
Warner argumenta que el derecho a casarse es un objetivo inadecuado, y en última instancia, indeseable para el activismo por los derechos LGBT. Además de abordar el tema del matrimonio, considera otras áreas en las que el discurso público estigmatiza ciertos comportamientos sexuales, incluso a través de la cobertura sensacionalista de los escándalos sexuales, las iniciativas de zonificación pública que marginan la industria del sexo, y el intento de usar la vergüenza para controlar la transmisión de enfermedades sexuales. El libro ha sido descrito como un clásico de los debates sobre la normalidad, como un objetivo para el movimiento por los derechos de los gays, y como una contribución importante a la teoría queer .  

## Resumen
The Trouble with Normal argumenta que el matrimonio entre personas del mismo sexo no debería ser el único objetivo del activismo por los derechos LGBT; y que más bien, los activistas LGBT deberían trabajar por lograr beneficios iguales para las parejas que conviven bajo un mismo techo, así como para las familias no convencionales. Cuando los activistas LGBT insisten en la importancia primordial del matrimonio, argumenta el libro, estigmatizan a las personas queer que eligen otros tipos de relaciones, al tiempo que ignoran una amplia gama de beneficios legales que podrían ayudar a toda la comunidad, no solo a las parejas legalmente casadas. Al criticar a quienes presentan el matrimonio igualitario y la derogación de la política de No lo preguntes, no lo digas, como únicos objetivos que le quedan al movimiento (estadounidense) de derechos de los gays. Warner sostiene que la sanción institucional de ciertos tipos de relación siempre llega a expensas de otros tipos de relación, los cuales son considerados, por el contrario, como anormales, inferiores y sobre todo vergonzosos. Argumenta también que cualquier movimiento por los derechos LGBT haría mejor en abandonar la búsqueda de la normalidad, en favor de hacer campaña por el reconocimiento de variedades mucho más amplias de otras expresiones sexuales, también muy dignas. A su vez analiza el papel desempeñado por esta idea de la normalidad, la cual termina por distribuir de manera desigual la vergüenza sexual, terminando por inhibir vidas, todo ello con consecuencias negativas, incluyendo, mayores riesgos de violencia y enfermedad.

## Sinopsis
El capítulo uno critica la idea de que hay un aspecto moralmente convincente en la «normalidad», argumentando que el rango normal es simplemente una categoría estadística, a la que no hay ninguna obligación ética de encajar: «Si normal sólo significa estar dentro de un rango estadístico común, no hay razón alguna para ser normal o no serlo». Warner utiliza el ejemplo de la destitución del expresidente estadounidense Bill Clinton, tras un escándalo sexual, para argumentar que el discurso público y político utiliza la vergüenza de manera mentirosa, solo para retratar ciertos tipos de comportamientos sexuales que considera intolerables, cuando en realidad, de manera privada sí reconocen la total compatibilidad del sexo con la dignidad humana.
El segundo capítulo argumenta que, además de ser un objetivo limitado, menos urgente que la eliminación de la violencia y la discriminación contra las personas LGBT, el matrimonio entre personas del mismo sexo provoca consecuencias negativas directas, tanto para las personas LGBT, como para las heterosexuales, porque, al validar un único tipo prescrito de relación, devalúa y dificulta el desarrollo de otros tipos de relaciones interpersonales. Warner argumenta que la campaña por el matrimonio igualitario amenaza con convertir el movimiento por los derechos LGBT, anteriormente una fuerza poderosa contra la estigmatización del sexo, en una herramienta para la normalización de la vida queer.
En el capítulo tres, Warner sostiene que al restringir las campañas a demandas de matrimonio igualitario, el movimiento por los derechos gay ha marginado e ignorado a los queer, para quienes habría sido mucho más útil presentar una más amplia gama de estilos de vida sexual y moral.
En el cuarto capítulo, Warner examina la historia de los cambios en la regulación de zonificación en la ciudad de Nueva York durante los años noventa. Sostiene que una regulación más estricta de los negocios relacionados con el sexo en la ciudad, representa una tendencia hacia la represión del sexo y la «degradación de los públicos queer». Al eliminar el sexo problemático, visible y queer de los espacios públicos, argumenta Warner, estas políticas relegaron la sexualidad a una esfera privada, de presunta heterosexualidad. El efecto práctico fue el de aumentar aún más la hipocresía sobre la conductas sexuales, apoyando la visión de que, lo mejor a lo que puede aspirar cualquier activista sexual es, ser admitido en una esfera de normalidad limitada rígidamente establecida por la  política, pero que también se ubica deliberadamente fuera de la esfera de lo que políticamente nadie puede discutir ni cuestionar.
En el capítulo final, Warner desafía la afirmación, hecha por autores gays como Larry Kramer, de que la imprudencia sexual es la responsable de los continuos casos de infección por VIH. Warner argumenta que, por el contrario, el uso político de la vergüenza para estigmatizar ciertos tipos de actividad sexual, en realidad pone a más personas en riesgo de contraer el VIH, y desarrollar SIDA, al marginar a las personas en comunidades consideradas de riesgo, y restringir el acceso a condones y a consejos sobre prácticas sexuales más seguras. También critica la educación sexual basada únicamente en la abstinencia, como «un insulto espantoso para los hombres gays y mujeres lesbianas, entre otros»,  y una respuesta inadecuada a los problemas de salud sexual pública, afirmando que: «La vergüenza y el estigma a menudo se encuentran entre las dimensiones menos tratables del riesgo».

## Recepción
Como señaló el Library Journal, el libro The Trouble With Normal a veces ha sido interpretado como una respuesta directa a Virtualmente Normal de 1995, escrito por Andrew Sullivan. David Bell, en Sociología contemporánea, calificó a The Trouble with Normal como un movimiento en los «debates asimilacionistas», sobre el grado en que las personas LGBT deberían aspirar o no a la «normalidad», enfoque que caracterizó el activismo de los derechos LGBT de los años 90 y 2000. En estos debates, Warner se enfrentó a Andrew Sullivan y Larry Kramer, quienes argumentaron que los objetivos más radicales que el movimiento podría buscar eran la aceptación de la vida gay en la corriente política y cultural prevaleciente, a través de derechos como el matrimonio. Warner insistió en que, por el contrario, las personas queer estaban en una posición ideal para criticar y desafiar a las instituciones convencionales, y no deberían conformarse con la mera tolerancia. El debate fue apasionado; Warner le dijo a The Guardian que: «Esta versión de los años cincuenta de cómo debería ser la vida gay que nos han entregado, en realidad no está haciendo feliz a mucha gente», mientras que Sullivan preguntó: «¿Qué podría ser más aburrido que seguir refiriéndote a ti mismo como queer?». En 2003, Library Journal describió el libro de Warner como un clásico en el campo del debate sobre la normalidad.
La teórica queer, Judith Butler, cuya idea de la naturaleza necesariamente transgresora del ser queer Warner debate, calificó el libro de «valiente y oportuno», aplaudiendo en especial el análisis de la vergüenza sexual, y señalando que «uno no tiene porqué estar de acuerdo con cada palabra, pero todos darán fe del poder y la necesidad de esta invaluable voz crítica que se presenta aquí». La filósofa Martha Nussbaum, escribiendo para The New Republic, elogió la oposición moral del libro a «la dominación de lo normal»: «Warner es un escritor inteligente y reflexivo, que convierte su propia experiencia de lo marginal, en una fuente de comprensión genuina sobre EE.UU. y su política sexual... lo que el libro de Warner finalmente nos exige es... una reflexión genuina». Nussbaum califica al libro como «claramente escrito y bien argumentado, muy perspicaz acerca de la vida humana, y muy valioso, tanto en su análisis teórico como en sus recomendaciones prácticas».
Kirkus Reviews elogió la «habilidad lapidaria» con la que el libro critica la heteronormatividad, pero objetó su énfasis en la necesidad de que una comunidad gay ya marginada cambie: «Diciéndole a las personas gays que, por diversas razones éticas, ni siquiera deberían querer casarse, cuando aún no pueden hacerlo, porque esto no cambia el hecho de que las leyes que otorgan derechos a unos y les privan de esos derechos a otros, son discriminatorias. La retórica de Warner revela, convincentemente, los parámetros jerárquicos del matrimonio y las limitaciones de la normalidad, pero un enfoque más universal del tema delinearía las limitaciones que el matrimonio termina planteàndole a todas las personas, no sólo a las personas queer. Al final, su polémica deja en pie el trato discriminatorio de los queer, en aras de un ataque teórico a la normalidad».

## Lanzamiento
Publishers Weekly señaló que, aunque The Trouble with Normal se involucró en un contexto social amplio, a través del análisis del asunto Clinton, el grado en que Warner criticó las posiciones de los defensores gays Kramer, Michelangelo Signorile y William Eskridge «posiciona sus argumentos como un intralucha comunitaria y puede limitar sus lectores». El Library Journal recomendó el libro como una «polémica provocativa» para «colecciones especializadas». The New York Times caracterizó a Warner como uno de los escritores «contradictores» de Free Press, citando a la directora editorial Elizabeth Macguire quien ha señalado el mensaje del libro como anticonvencional, por lo que no había sido aceptado por todos en la editorial, pero insistiendo en que «si realmente no abrazas un libro, si no estás convencido de que estás produciendo un buen libro con el escritor, la cosa no funciona. Y ello no tiene nada que ver con ideologías».

### Ediciones
- Michael Warner (1999). The Trouble with Normal. The Free Press. p. 227. ISBN 0-684-86529-7.
- Michael Warner (2000). The Trouble with Normal. Harvard University Press. p. 227. ISBN 0-674-00441-8.